# Postumus II.
Postumus II. († 269) war angeblich Mitkaiser des Imperium Galliarum.
Postumus II. soll der (oft unzuverlässigen) Historia Augusta zufolge der namensgleiche Sohn des Postumus, des ersten Kaisers des gallischen Sonderreiches, gewesen sein. Demnach wurde der junge Postumus von seinem Vater  zum Caesar und später zum Augustus erhoben. Zusammen mit seinem Vater sei er bei der Rebellion  des Laelianus („Lollianus“) getötet worden. Postumus junior soll ein begabter Redner gewesen sein, dessen Controversiae in Quintilians Declamationes Eingang gefunden hätten.
Da es an zweifelsfreien numismatischen und jeglichen epigraphischen Zeugnissen mangelt, gilt der jüngere Postumus als nicht historisch.